# Porr i skandalskolan
Porr i skandalskolan är en svensk porrfilm från 1974 regisserad och skriven av Mac Ahlberg.

## Om filmen
Filmen premiärvisades 22 april 1974 på ett flertal biografer. Filmen spelades in i Stockholm med exteriörer från Ängsholms Slott och Mörkö av Robert Berne. Många av skådespelarna och delar av den tekniska personalen föredrog att arbeta under pseudonym.

## Roller i urval
- Rune Hallberg - Bo Gyllenstake
- Jack Bjurquist - Mr. Elliot
- Jim Steffe - Sven
- Maija-Liisa Bjurquist - Evas syster / skolfröken
- Teresa Svensson - Eva
- Berit Agedal - Liz
- Brigitte Maier - mörk skolflicka i trappan
- Knud Jørgensen - lärare
- Monica Andersson - skolflicka
- Bo Halldoff - en förälder
- Annica Salomonsson - elev
- Suzy Andersson  - elev
- Evert Granholm - chaufför
- Lars Lind - Jack Franks röst dubbad